# Live (албум групе Blind Guardian)
Live (срп. Уживо) је други лајв албум немачког пауер метал бенда Блајнд гардијан. Албум је сниман током Блајнд гардијан Светске турнеје 2002/2003 у Токију, Стокхолму, Лихтенфелсу, Венецији, Диселдорфу, Милану, Фиренци, Барселони, Сан Себастијану, Авилесу, Мадриду, Гранади, Валенсији, Бремену, Москви, Хамбургу, Берлину, Минхену и Штутгарту.

## Песме

### Први диск
1. "War of Wrath" (са Nightfall in Middle-Earth) – 1:54
2. "Into the Storm" (са Nightfall in Middle-Earth) – 4:52
3. "Welcome to Dying" (са Tales from the Twilight World) – 5:28
4. "Nightfall" (са Nightfall in Middle-Earth) – 6:20
5. "The Script for my Requiem" (са Imaginations from the Other Side) – 6:38
6. "Harvest of Sorrow" (са A Night at the Opera) – 3:56
7. "The Soulforged" (са A Night at the Opera) – 6:03
8. "Valhalla" (са Follow the Blind) – 8:12
9. "Majesty" (са Battalions of Fear) – 8:19
10. "Mordred's Song" (са Imaginations from the Other Side) – 6:46
11. "Born in a Mourning Hall" (са Imaginations from the Other Side) – 5:57

### Други диск
1. "Under the Ice" (са A Night at the Opera) – 6:15
2. "Bright Eyes" (са Imaginations from the Other Side) – 5:26
3. "Punishment Divine" (са A Night at the Opera) – 6:21
4. "The Bard's Song (In the Forest)" (са Somewhere Far Beyond) – 7:48
5. "Imaginations from the Other Side" (са Imaginations from the Other Side) – 9:40
6. "Lost in the Twilight Hall" (са Tales from the Twilight World) – 7:09
7. "A Past and Future Secret" (са Imaginations from the Other Side) – 4:31
8. "Time Stands Still (At the Iron Hill)" (са Nightfall in Middle-Earth) – 5:52
9. "Journey Through the Dark" (са Somewhere Far Beyond) – 5:43
10. "Lord of the Rings" (са Tales from the Twilight World) – 4:34
11. "Mirror Mirror" (са Nightfall in Middle-Earth) – 6:06

## Заштита
Европска верзија, објављена од стране Вирџин рекордса, је заштићена од копирања, док верзија за Сједињене Америчке Државе, у издању Сенчури Медија, није заштићена.

## Састав

### Бенд
- Ханси Кирш – вокал
- Андре Олбрих – соло-гитара и помоћни вокал
- Маркус Зипен – ритам-гитара и помоћни вокал
- Томен Штаух – бубњеви

### Гостујући музичари
- Оливер Холцварт - бас-гитара и помоћни вокали
- Михаел Шурен - клавијатура и помоћни вокали
- Алекс Холцварт - бубњеви